# Qubilah Shabazz
Qubilah Bahiyah Shabazz (Queens, Nueva York, 25 de diciembre de 1960) es la segunda hija de los activistas estadounidenses Malcolm X y Betty Shabazz. En 1965 fue testigo del asesinato de su padre a mano de tres hombres armados. Fue detenida en 1995 en relación con un presunto complot para asesinar a Louis Farrakhan, por entonces el líder de la Nación del Islam, quien ella creía que era responsable del asesinato de su padre. Aceptó un acuerdo en el que se le exigía que se sometiera a asesoramiento psicológico y tratamiento por abuso de drogas y alcohol para evitar una sentencia de prisión.

## Biografía

### Primeros años
Shabazz nació en Queens, Nueva York en 1960. Su padre la bautizó en honor a Kublai Kan, emperador chino. El fotógrafo y cineasta Gordon Parks fue su padrino. En febrero de 1965, junto con su madre y sus hermanas, presenció el asesinato de su padre mientras se encontraba en una reunión en Manhattan.
De joven, Shabazz asistió a un campamento de verano dirigido por los cuáqueros llamado Farm and Wilderness en Vermont. A la edad de 11 años abandonó el islamismo y se convirtió en cuáquera. Junto con sus hermanas se unió a Jack y Jill, un club social para los hijos de afroamericanos acomodados. En su adolescencia asistió a la Escuela Internacional de las Naciones Unidas en Manhattan.
Al finalizar la secundaria se matriculó en la Universidad de Princeton pero se sentía incómoda allí, pues aseguraba que los estudiantes blancos la rechazaban y que los estudiantes afroamericanos estaban resentidos por su aparente falta de interés en sus esfuerzos por obligar a la universidad a deshacerse de sus inversiones en Sudáfrica. Dejó Princeton después de dos semestres y se trasladó a París, donde estudió en la Sorbona y trabajó como traductora. Allí conoció a un hombre argelino con el que tuvo un hijo, Malcolm, en 1984. Su relación terminó posteriormente.
Cuando Malcolm tenía unos meses, Qubilah Shabazz se mudó con él a Los Ángeles. En 1986 se trasladaron a la ciudad de Nueva York, donde vivieron en una serie de apartamentos en malos barrios. Shabazz fue de ciudad en ciudad y de trabajo en trabajo, manteniéndose a sí misma atendiendo mesas, vendiendo publicidad para un directorio, haciendo telemercadeo y revisando textos en un bufete de abogados. Empezó a beber mucho, y su madre y hermanas a menudo cuidaban de Malcolm mientras Shabazz vivía con sus amigos.

### Louis Farrakhan

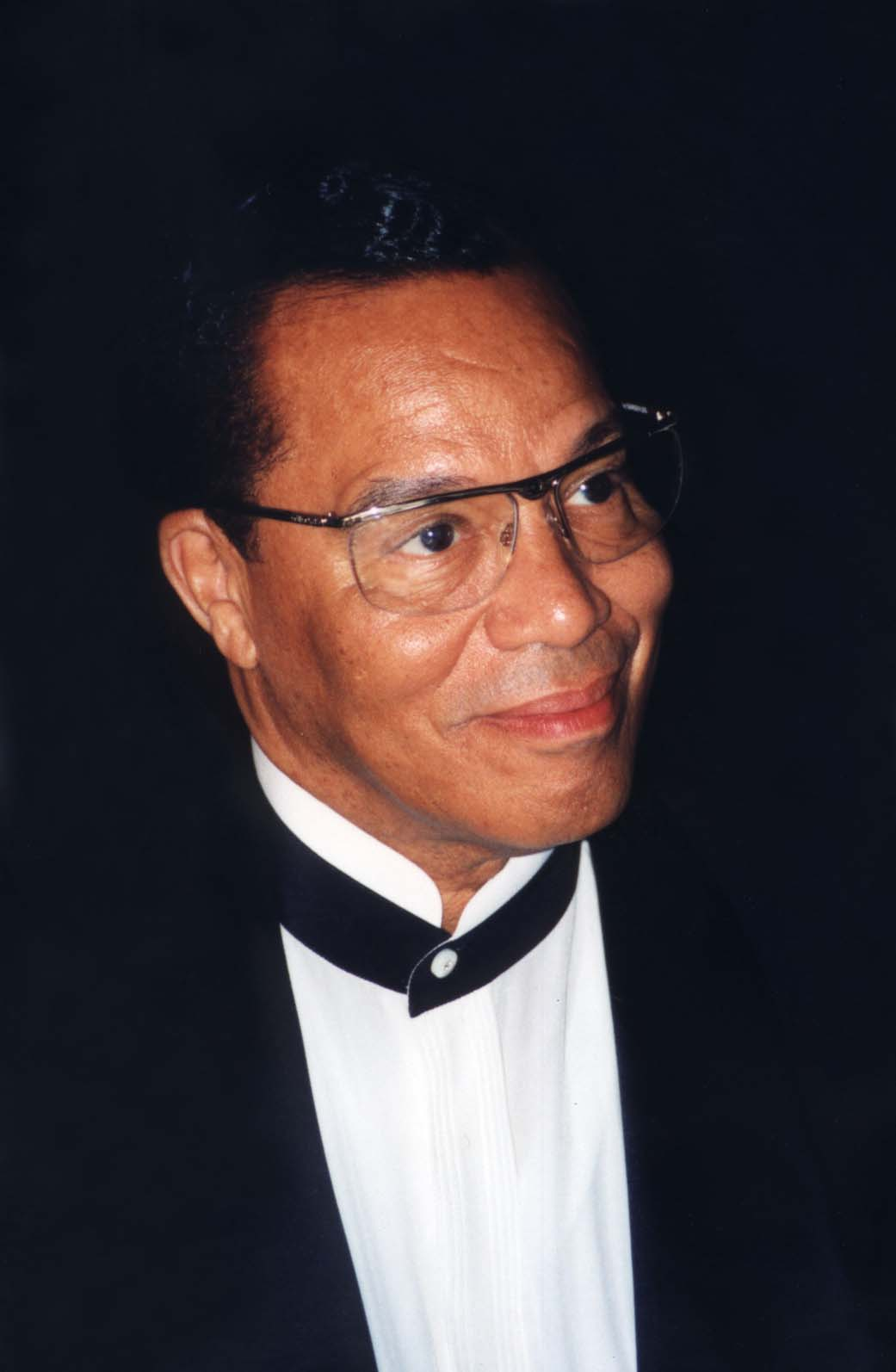
En enero de 1995, Shabazz fue acusada de gestar un complot para asesinar al líder religioso y activista Louis Farrakhan (en la imagen)

Durante muchos años, la madre de Shabazz, Betty, albergó resentimiento hacia la Nación del Islam - y hacia la figura del líder religioso y activista Louis Farrakhan en particular - al pensar que había tenido relación directa con el asesinato de su esposo Malcolm. En una entrevista de 1994 se le preguntó a su madre si Farrakhan tuvo algo que ver con la muerte de Malcolm X. Ella respondió: "Por supuesto que sí. Nadie lo mantuvo en secreto. Era una insignia de honor. Todo el mundo hablaba de ello".
Qubilah comenzó a obsesionarse con Farrakhan. Al igual que Betty, creía que él era responsable de la muerte de su padre y temía que atentara contra la vida de su madre. En mayo de 1994 se puso en contacto con Michael Fitzpatrick, un amigo del instituto, y le preguntó si podría asesinar a Farrakhan. Más tarde le dijo al FBI que había elegido a Fitzpatrick porque "sabía que era capaz de hacerlo". Sin embargo, Fitzpatrick se convirtió en informante de dicha organización y les informó de su conversación. En enero de 1995, Shabazz fue acusada de realizar un complot de asesinato contra Farrakhan. De ser condenada, se enfrentaría a una posible sentencia de 90 años de prisión y a multas de más de 2 millones de dólares. Farrakhan sorprendió a Betty Shabazz cuando defendió a Qubilah, diciendo que no creía que fuera culpable y que esperaba que no fuera condenada.
Shabazz aceptó un acuerdo con respecto a los cargos el 1 de mayo. Según los términos de la declaración, ella mantuvo su inocencia pero aceptó la responsabilidad de sus acciones. Se le exigió que se sometiera a asesoramiento psicológico y tratamiento por abuso de drogas y alcohol por un período de dos años para evitar una sentencia de prisión.
Más tarde ese mes, Betty Shabazz y Farrakhan se dieron la mano en el escenario del Teatro Apolo durante un evento público destinado a recaudar fondos para la defensa legal de Qubilah. Algunos anunciaron la noche como una reconciliación entre ambas partes, pero otros pensaron que Betty simplemente debía hacer cualquier cosa con tal de proteger a su hija de la cárcel.

### Muerte de Betty Shabazz
Qubilah se mudó a San Antonio para someterse a un tratamiento. Trabajó en una estación de radio propiedad de Percy Sutton, un amigo de la familia. Se casó en diciembre de 1996, pero el matrimonio se terminó a finales del mes siguiente.
Durante el tiempo que duró el tratamiento de Shabazz, su hijo Malcolm, que entonces tenía diez años, fue enviado a vivir con Betty en Yonkers, Nueva York. Dos años más tarde, el 1 de junio de 1997, el joven prendió fuego al apartamento de su abuela con el fin de llamar la atención. Betty Shabazz sufrió quemaduras en más del ochenta por ciento de su cuerpo y murió a causa de sus heridas tres semanas después. Malcolm Shabazz se declaró culpable de los equivalentes juveniles de incendio y homicidio y recibió una sentencia de 18 meses en detención juvenil, aunque aseguró que no era su intención que su abuela resultara herida en el incidente.